# Hammud asz-Szufi
Hammud asz-Szufi (ur. 1927 w As-Suwajdzie) – syryjski polityk związany z partią Baas, w latach 1963-1964 sekretarz generalny Przywództwa Regionalnego partii Baas w Syrii.

## Życiorys
Był z wykształcenia nauczycielem. Był z pochodzenia Druzem z As-Suwajdy. O jego wczesnym życiu i działalności nie wiadomo niemal nic. Do partii Baas wstąpił przed 1958. Na własną rękę poznawał teoretyczną literaturę socjalistyczną i w ten sposób doszedł do poglądów marksistowskich. Rozwój jego przekonań inspirowali również inni baasistowscy działacze: Jasin al-Hafiz oraz Irakijczyk Ali Salih as-Sadi. Gdy w 1958 Syria i Egipt utworzyły Zjednoczonej Republiki Arabskiej, w której działalność partii innych niż rządowa Arabska Unia Socjalistyczna była nielegalna, asz-Szufi nie zlikwidował komórki partii Baas w as-Suwajdzie. Udało mu się ją utrzymać, chociaż przez pewien czas przebywał w więzieniu.
Po zamachu stanu w Syrii 8 marca 1963 Hammud asz-Szufi został wybrany na sekretarza generalnego Przywództwa Regionalnego syryjskiego oddziału partii Baas. Odegrał znaczącą rolę w procesie odbudowy i konsolidacji aparatu partyjnego organizacji. Objęcie przez niego funkcji sekretarza było możliwe dzięki poparciu ze strony organizatorów zamachu stanu - wojskowych o radykalnych poglądach: Salaha Dżadida, Muhammada Umrana i Hafiza al-Asada. Uznali oni, że szeroka wiedza teoretyczna asz-Szufiego pomoże wypracować szczegóły programu politycznego, który odpowiadałby ich zapatrywaniom.
Stosunki między liderami Komitetu Wojskowego a frakcją asz-Szufiego pogorszyły się jednak jeszcze w tym samym roku, po tym, gdy w listopadzie 1963 iracki oddział partii Baas stracił władzę w Iraku po zamachu stanu Abd as-Salama Arifa, zaledwie po dziewięciu miesiącach od jej przejęcia. W oddziale irackim jedną z najbardziej wpływowych postaci był as-Sadi, którego działaniami inspirował się asz-Szufi. Komitet Wojskowy uznał, że wydarzenia te dowiodły, że ściśle marksistowski kurs polityczny nie pasował do realiów arabskich i czasowo porozumiał się z Aflakiem i al-Bitarem przeciwko frakcji asz-Szufiego. W rezultacie w lutym 1964 asz-Szufi stracił stanowisko i razem ze swoimi zwolennikami został wykluczony z partii. W organizacyjnej nomenklaturze określano ich następnie jako rozłamowców (ar. munszakkun). Poparcie dla głoszonych przez niego koncepcji istniało jeszcze przez pewien czas głównie na obszarze zamieszkiwanym przez Druzów. W 1966 wzięli udział w nieudanym spisku Salima Hatuma przeciwko Salahowi Dżadidowi.
Po przejęciu władzy dyktatorskiej w Syrii przez Hafiza al-Asada asz-Szufi został mianowany stałym przedstawicielem Syrii przy ONZ, jednak w 1979 zrezygnował ze stanowiska, oskarżając rząd swojego kraju o korupcję. Przez pewien czas działał w zagranicznej opozycji syryjskiej przeciwko rządom al-Asada.